# 川西智治
川西 智治（かわにし ともはる、1987年9月25日 - ）は、日本の元ラグビーユニオン選手。2010-2021（33歳）まで現役として活躍し、引退。引退後は社業専念（トヨタ自動車）という道を選択。

## プロフィール
- 千葉県出身[1]。
- ポジションはフッカー(HO)。
- 身長 175cm、体重 94kg

## 略歴
2006年、流経大柏高校卒業後、流通経済大学に入学する。なお流経大柏高校時代、高校日本代表に選ばれ、第29回高校東西対抗試合に東軍で出場した。
2009年、流通経済大学ラグビー部の主将に就任した。
2010年、流通経済大学卒業後、トヨタ自動車ヴェルブリッツに加入。同年9月11日に行われたジャパンラグビートップリーグ第2節のコカ・コーラウエストレッドスパークス戦に途中出場で公式戦初出場を果たす。 
2021年、現役を引退した。